# Sex Education
Sex Education é uma série de televisão via streaming britânica de comédia dramática, criada por Laurie Nunn, que estreou em 11 de janeiro de 2019 na Netflix. A série é estrelada por Asa Butterfield, Emma Mackey, Ncuti Gatwa, Connor Swindells, Kedar Williams-Stirling e Gillian Anderson.
Em 1 de fevereiro de 2019, a série foi renovada para sua segunda temporada, que foi lançada em 17 de janeiro de 2020. Posteriormente, foi renovada para uma terceira temporada, lançada em 17 de setembro de 2021. Em 25 de setembro de 2021, oito dias após a estreia da terceira temporada, a série foi renovada para quarta temporada.
Em 21 de novembro de 2022, a série ganhou o Emmy Internacional de melhor comédia.
Como esperado, a Netflix anunciou, em 5 de julho de 2023, que a quarta temporada de Sex Education será a última. Atores de destaque, como Emma Mackey e Ncuti Gatwa, já tinham revelado que não iriam retornar para uma possível quinta leva de episódios.

## Sinopse

### Primeira temporada
O inseguro Otis (Asa Butterfield) tem resposta para todas as questões sobre sexo, graças à sua mãe que é terapeuta sexual, apesar de ainda não ter perdido a virgindade. Por isso, juntamente com Maeve (Emma Mackey), uma colega de turma rebelde, ele resolve montar a sua própria clínica de saúde sexual na escola para ajudar os outros estudantes.

### Segunda temporada
Depois de enfrentar as confusões de abrir uma clínica de saúde sexual para os estudantes da sua escola, Otis está num relacionamento sério com Ola (Patricia Allison), tentando esquecer os seus sentimentos por Maeve e ter uma vida normal. Mas, quando uma suposta epidemia de clamídia se espalha pelos alunos do colégio, Otis vê-se na obrigação de voltar a aconselhá-los.

### Terceira temporada
Otis está fazendo sexo casual, Eric e Adam são um casal oficial e Jean tem um bebê a caminho. Enquanto isso, a nova diretora Hope (Jemima Kirke) tenta devolver Moordale a um pilar de excelência, Aimee descobre o feminismo, Jackson se apaixona e uma mensagem de voz perdida ainda paira.

### Quarta temporada
Após o fechamento da Moordale Secondary, Otis e Eric enfrentam agora uma nova fronteira: seu primeiro dia na Cavendish Sixth Form College. Otis está nervoso com a ideia de abrir sua nova clínica, enquanto Eric reza para que eles não sejam perdedores novamente. Mas Cavendish é um choque cultural para todos os estudantes de Moordale - eles pensavam que eram progressistas, mas esta nova faculdade é outro nível. Há ioga diária no jardim comunitário, uma forte vibração de sustentabilidade e um grupo de crianças que são populares por serem… gentis?! Viv fica totalmente impressionada com a abordagem não competitiva e liderada pelos estudantes da faculdade, enquanto Jackson ainda está lutando para superar Cal. Aimee tenta algo novo ao fazer aulas de arte e Adam questiona se a educação regular é para ele. Nos EUA, Maeve está vivendo seu sonho na prestigiada Universidade Wallace, sendo ensinada pelo autor cult Thomas Molloy (Dan Levy). Otis está ansiando por ela, enquanto se adapta a não ser filho único em casa, ou o único terapeuta no campus...

## Elenco
| Atores                  | Personagens             | Temporada  | Temporada  | Temporada    | Temporada    |
| Atores                  | Personagens             | 1          | 2          | 3            | 4            |
| Regular                 | Regular                 | Regular    | 2          | 3            | 4            |
| ----------------------- | ----------------------- | ---------- | ---------- | ------------ | ------------ |
| Asa Butterfield         | Otis Milburn            | Regular    | Regular    | Regular      | Regular      |
| Ncuti Gatwa             | Eric Effiong            | Regular    | Regular    | Regular      | Regular      |
| Emma Mackey             | Maeve Wiley             | Regular    | Regular    | Regular      | Regular      |
| Gillian Anderson        | Jean Milburn            | Regular    | Regular    | Regular      | Regular      |
| Connor Swindells        | Adam Groff              | Regular    | Regular    | Regular      | Regular      |
| Aimee Lou Wood          | Aimee Gibbs             | Regular    | Regular    | Regular      | Regular      |
| Kedar Williams-Stirling | Jackson Marchetti       | Regular    | Regular    | Regular      | Regular      |
| Alistair Petrie         | Michael Groff           | Regular    | Regular    | Regular      | Regular      |
| Tanya Reynolds          | Lily Iglehart           | Recorrente | Regular    | Regular      | —            |
| Patricia Allison        | Ola Nyman               | Recorrente | Regular    | Regular      | —            |
| Mikael Persbrandt       | Jakob Nyman             | Recorrente | Regular    | Regular      | —            |
| Mimi Keene              | Ruby Matthews           | Recorrente | Recorrente | Regular      | Regular      |
| Chinenye Ezeudu         | Vivienne "Viv" Odusanya | —          | Recorrente | Regular      | Regular      |
| George Robinson         | Isaac Goodwin           | —          | Recorrente | Regular      | Regular      |
| Jemima Kirke            | Hope Haddon             | —          | —          | Regular      | —            |
| Dua Saleh               | Cal Bowman              | —          | —          | Regular      | Regular      |
| Samantha Spiro          | Maureen Groff           | Recorrente | Recorrente | Recorrente   | Regular      |
| Daniel Levy             | Thomas Molloy           | —          | —          | —            | Regular      |
| Lisa McGrillis          | Joanna Milburn          | —          | —          | —            | Regular      |
| Thaddea Graham          | Sarah 'O' Owens         | —          | —          | —            | Regular      |
| Recorrente              | Recorrente              | Temporada  | Temporada  | Temporada    | Temporada    |
| Jim Howick              | Colin Hendricks         | Recorrente | Recorrente | Recorrente   | Participação |
| Simone Ashley           | Olivia Hanan            | Recorrente | Recorrente | Recorrente   | —            |
| Rakhee Thakrar          | Emily Sands             | Recorrente | Recorrente | Recorrente   | Participação |
| Hannah Waddingham       | Sofia Marchetti         | Recorrente | Recorrente | Participação | Recorrente   |
| Chaneil Kular           | Anwar Bakshi            | Recorrente | Recorrente | Recorrente   | —            |
| Sharon Duncan-Brewster  | Roz Marchetti           | Recorrente | Recorrente | —            | Recorrente   |
| Lisa Palfrey            | Cynthia                 | Recorrente | Recorrente | Recorrente   | —            |
| Joe Wilkinson           | Jeffrey                 | Recorrente | Recorrente | Recorrente   | Recorrente   |
| James Purefoy           | Remi Milburn            | Recorrente | Recorrente | —            | —            |
| Edward Bluemel          | Sean Wiley              | Recorrente | —          | —            | Recorrente   |
| Sami Outalbali          | Rahim                   | —          | Recorrente | Recorrente   | —            |
| Anne-Marie Duff         | Erin Wiley              | —          | Recorrente | Recorrente   | —            |
| George Somner           | Joe                     | —          | Recorrente | Recorrente   | Recorrente   |
| Lino Facioli            | Dex Thompson            | —          | Recorrente | Recorrente   | —            |
| Jason Isaacs            | Peter Groff             | —          | —          | Recorrente   | —            |
| Indra Ové               | Anna                    | —          | —          | Recorrente   | Recorrente   |
| Anthony Lexa            | Abbi                    | —          | —          | —            | Recorrente   |
| Felix Mufti             | Roman                   | —          | —          | —            | Recorrente   |
| Alexandra James         | Aisha                   | —          | —          | —            | Recorrente   |
| Reda Elazouar           | Beau                    | —          | —          | —            | Recorrente   |
| Anna Francolini         | Gloria                  | —          | —          | —            | Recorrente   |
| Bella Maclean           | Jem                     | —          | —          | —            | Recorrente   |

## Episódios
| Temporada | Temporada | Episódios | Episódios | Originalmente lançado  |
| --------- | --------- | --------- | --------- | ---------------------- |
|           | 1         | 8         | 8         | 11 de janeiro de 2019  |
|           | 2         | 8         | 8         | 17 de janeiro de 2020  |
|           | 3         | 8         | 8         | 17 de setembro de 2021 |
|           | 4         | 8         | 8         | 21 de setembro de 2023 |

### 1.ª temporada (11/01/2019)
| N.º na série | N.º na temp. | Título                          | Dirigido por | Escrito por                                  | Lançamento            |
| --- | ------------ | ------------------------------- | ------------ | -------------------------------------------- | --------------------- |
| 1 | 1            | "Episode 1" "O Começo do Sexo"  | Ben Taylor   | Laurie Nunn                                  | 11 de janeiro de 2019 |
| Apesar das instruções da mãe sexóloga Jean e do encorajamento de seu colega Eric, Otis se preocupa em falhar na hora H. E ele não é o único.                   |              |                                 |              |                                              |                       |
| 2 | 2            | "Episode 2" "Uma Festa"         | Ben Taylor   | Laurie Nunn                                  | 11 de janeiro de 2019 |
| Pressionado por Maeve, Otis tenta dar conselhos gratuitos na festa de Aimee. Mas descobre que dar dicas sexuais é mais difícil do que pensava.                 |              |                                 |              |                                              |                       |
| 3 | 3            | "Episode 3" "Flores"            | Ben Taylor   | Sophie Goodhart                              | 11 de janeiro de 2019 |
| A clínica de Otis decola, assim como sua atração por Maeve, que de forma inesperada pede ajuda a ele. Eric prefere se virar sozinho.                           |              |                                 |              |                                              |                       |
| 4 | 4            | "Episode 4" "Conselhos Ruins"   | Ben Taylor   | Laura Neal & Laurie Nunn                     | 11 de janeiro de 2019 |
| Eric percebe que Otis se apaixonou por Maeve. Mas Otis se vê dividido quando o bonitão Jackson procura ajuda com sua paixão secreta.                           |              |                                 |              |                                              |                       |
| 5 | 5            | "Episode 5" "Difícil Decisão"   | Kate Herron  | Sophie Goodhart, Laura Hunter, & Laurie Nunn | 11 de janeiro de 2019 |
| Uma foto indiscreta coloca Ruby sob os holofotes. Maeve quer descobrir o culpado e força Otis a tomar uma decisão difícil.                                     |              |                                 |              |                                              |                       |
| 6 | 6            | "Episode 6" "O Trauma"          | Kate Herron  | Laurie Nunn & Freddy Syborn                  | 11 de janeiro de 2019 |
| O trauma de Eric o isola, e a redação de Maeve ganha um prêmio. Otis tenta se dar bem com Lily, mas suas próprias complicações entram no caminho.              |              |                                 |              |                                              |                       |
| 7 | 7            | "Episode 7" "O Baile da Escola" | Kate Herron  | Sophie Goodhart                              | 11 de janeiro de 2019 |
| O grande baile traz à tona o melhor dos estudantes de Moordale, e o drama vem a reboque. Otis acha um par, Maeve consegue seu vestido e Eric volta com estilo. |              |                                 |              |                                              |                       |
| 8 | 8            | "Episode 8" "Bissexual"         | Kate Herron  | Laurie Nunn                                  | 11 de janeiro de 2019 |
| Otis se sente incomodado com o novo livro de Jean, e Maeve leva a culpa pelo irmão. Eric fica de castigo com Adam, e o corpo de Lily trai suas intenções.      |              |                                 |              |                                              |                       |

### 2.ª temporada (17/01/2020)
| N.º na série | N.º na temp. | Título                                     | Dirigido por    | Escrito por                 | Lançamento            |
| --- | ------------ | ------------------------------------------ | --------------- | --------------------------- | --------------------- |
| 9 | 1            | "Episódio 1" "Masturbação e Clamídia"      | Ben Taylor      | Laurie Nunn                 | 17 de janeiro de 2020 |
| Otis tem um talento secreto para masturbação, mas será que ele consegue controlar seu desejo desenfreado por Ola? Um surto de clamídia atrapalha os alunos.      |              |                                            |                 |                             |                       |
| 10 | 2            | "Episódio 2" "Relógio na parede"           | Sophie Goodhart | Laurie Nunn e Mawaan Rizwan | 17 de janeiro de 2020 |
| Jean faz uma aparição constrangedora na escola. Otis tenta dar prazer a Ola e oferece conselhos a um professor desajeitado. Maeve demonstra seu lado vulnerável. |              |                                            |                 |                             |                       |
| 11 | 3            | "Episódio 3" "Jantar em Família e Assédio" | Sophie Goodhart | Sophie Goodhart             | 17 de janeiro de 2020 |
| Aimee tem uma experiência horrível no ônibus. Rahim se aproxima de Eric, e o clima fica estranho em um jantar dos Milburn.                                       |              |                                            |                 |                             |                       |
| 12 | 4            | "Episódio 4" "A Revelação"                 | Alice Seabrigh  | Laurie Nunn e Rosie Jones   | 17 de janeiro de 2020 |
| Ola quer transar, mas Otis está em dúvida. Jean e Maeve precisam de espaço. Jackson está preocupado com sua performance. Casais de amantes voltam a se conectar. |              |                                            |                 |                             |                       |
| 13 | 5            | "Episódio 5" "Viagem Perdida"              | Ben Taylor      | Laurie Nunn e Richard Gadd  | 17 de janeiro de 2020 |
| Otis e Eric dão um tempo nos romances e se isolam na floresta com Remi. Mas os pais não são perfeitos, como Maeve bem sabe. Ola decide seguir seu coração.       |              |                                            |                 |                             |                       |
| 14 | 6            | "Episódio 6" "A Festa do Otis"             | Ben Taylor      | Sophie Goodhart             | 17 de janeiro de 2020 |
| Otis precisa se recuperar e decide reunir seus amigos em casa, mas as coisas saem do controle. Jackson segue melhorando da lesão. Verdades vem à tona.           |              |                                            |                 |                             |                       |
| 15 | 7            | "Episódio 7" "Menino do Sexo"              | Ben Taylor      | Laurie Nunn                 | 17 de janeiro de 2020 |
| Depois de aprontar na noite anterior, Otis não para de vomitar. A escolha mergulha em um caos. As meninas fazem amizade durante o período de detenção.           |              |                                            |                 |                             |                       |
| 16 | 8            | "Episódio 8" "Eu Amo Você"                 | Ben Taylor      | Laurie Nunn                 | 17 de janeiro de 2020 |
| Otis e Jean não conseguem resolver seus problemas na conversa. Maeve chega às finais. E a versão erótica de uma peça de Shakespeare promete abafar.              |              |                                            |                 |                             |                       |

### 3.ª temporada (17/09/2021)
| N.º na série | N.º na temp. | Título                                        | Dirigido por      | Escrito por                     | Lançamento             |
| --- | ------------ | --------------------------------------------- | ----------------- | ------------------------------- | ---------------------- |
| 17 | 1            | "Episódio 1" "De Volta ao Sexo/Nova Diretora" | Ben Taylor        | Laurie Nunn                     | 17 de setembro de 2021 |
| Tem gente pronta para a ação - e também para voltas às aulas. Otis exibe um bigode, mas esconde um segredo. Jean abre o jogo. Uma nova diretora assume a escola.       |              |                                               |                   |                                 |                        |
| 18 | 2            | "Episódio 2" "Novas Ordens"                   | Ben Taylor        | Sophie Goodhart                 | 17 de setembro de 2021 |
| O clima de transformação está no ar. Ruby dá uma repaginada em Otis e Hope coloca ordem no caos. Eric e Adam avançam na relação.                                       |              |                                               |                   |                                 |                        |
| 19 | 3            | "Episódio 3" "Uniformes e o Luto"             | Ben Taylor        | Laurie Nunn and Alice Seabright | 17 de setembro de 2021 |
| Estilo pessoal é coisa do passado. Agora os alunos devem vestir uniformes. Aimee se abre sobre um trauma e Jackson se aproxima de Cal, alguém descolado e não binário. |              |                                               |                   |                                 |                        |
| 20 | 4            | "Episódio 4" "Educação sexual não é segura"   | Runyararo Mapfumo | Selina Lim                      | 17 de setembro de 2021 |
| Será que sexo sempre significa intimidade? Ruby esfria com Otis. Maeve se conecta com Isaac. Uma aula de educação sexual provoca indignação.                           |              |                                               |                   |                                 |                        |
| 21 | 5            | "Episódio 5" "Viagem Escolar"                 | Ben Taylor        | Mawaan Rizwan                   | 17 de setembro de 2021 |
| Na França, histórias e tretas a toda parte: fezes voadoras, desentendimentos entre amigos e o ressurgimento de uma velha rixa. Jean perde a calma.                     |              |                                               |                   |                                 |                        |
| 22 | 6            | "Episódio 6" "Plaquinha da punição"           | Runyararo Mapfumo | Temi Wilkey                     | 17 de setembro de 2021 |
| Maeve recebe notícias importantes. Aimee mostra seus cupcakes em formato de vulva. Eric tenta se adaptar ao estilo de vida na Nigéria. Hope passa dos limites.         |              |                                               |                   |                                 |                        |
| 23 | 7            | "Episódio 7" "Nós Somos a Escola do Sexo"     | Runyararo Mapfumo | Sophie Goodhart                 | 17 de setembro de 2021 |
| Relacionamentos esquentam e esfriam. Jean e Otis se desentendem. Maeve lida com uma mãe em fuga. A Escola do Sexo é apresentada ao público.                            |              |                                               |                   |                                 |                        |
| 24 | 8            | "Episódio 8" "Fim de Moordale"                | Runyararo Mapfumo | Laurie Nunn                     | 17 de setembro de 2021 |
| O destino de Moordale está por um fio. Aimee revela um segredo. Eric faz uma confissão. Otis aguarda notícias no hospital. A honestidade é o que mais importa agora.   |              |                                               |                   |                                 |                        |

## Produção

### Desenvolvimento
Em 28 de novembro de 2017, foi anunciado que a Netflix havia dado à produção uma ordem de série. A série foi criada por Laurie Nunn e os produtores executivos devem incluir Jamie Campbell e Joel Wilson. Ben Taylor é esperado para dirigir a série. A série é produzida pela empresa Eleven Film.

### Seleção de elenco
Em 17 de maio de 2018, foi anunciado que Gillian Anderson, Asa Butterfield, Ncuti Gatwa, Dacre Montgomery e Kedar Williams-Stirling haviam se juntado ao elenco principal da série. Em 16 de julho de 2018, foi relatado que James Purefoy havia sido escalado para um papel recorrente.

## Lançamento
Em 2 de janeiro de 2019, o trailer oficial da série foi lançado.

## Recepção
A série foi recebida com uma resposta positiva dos críticos em sua estréia. No site de agregação de revisões Rotten Tomatoes, a série detém 91% de aprovação, com uma classificação média de 8,13 de 10 com base em 75 opiniões. O consenso crítico do site diz: "indecente, sincera e surpreendentemente sábia, Sex Education é uma brincadeira barulhenta através de um grupo de adolescentes cujas desventuras sexuais são tão cuidadosamente pensadas, os adultos poderiam aprender uma coisa ou duas a partir deles". Metacritic, que usa uma média ponderada, atribuiu à série uma pontuação de 81 em 100 com base em 14 críticos, indicando "aclamação universal". As performances do elenco também foi bastante elogiada pela crítica especializada, principalmente de Butterfield, Mackey, Gatwa e Anderson.